# World Record (Neil Young e Crazy Horse)
World Record è il 44° album in studio del cantautore canadese-statunitense Neil Young e il 15° con il gruppo musicale Crazy Horse, pubblicato nel 2022.

## Tracce
Testi e musiche di Neil Young
1. Love Earth – 4:03
2. Overhead – 3:40
3. I Walk with You (Earth Ringtone) – 3:57
4. This Old Planet (Changing Days) – 2:30
5. The World (Is in Trouble Now) – 3:15
6. Break the Chain – 4:07
7. The Long Day Before – 2:18
8. Walkin' on the Road (To the Future) – 2:57
9. The Wonder Won't Wait – 3:17
10. Chevrolet – 15:15
11. This Old Planet (Reprise) – 1:19